# Evangelische Kirche (Łęguty)
Die Evangelische Kirche in Łęguty (deutsch Langgut) ist ein Bauwerk aus der ersten Hälfte des 18. Jahrhunderts. Bis 1945 war sie Filialkirche der Pfarrei Locken (polnisch Łukta) in der Kirchenprovinz Ostpreußen der Kirche der Altpreußischen Union. Heute ist sie der Pfarrei Ostróda (deutsch Osterode i. Ostpr.) in der Diözese Masuren der Evangelisch-Augsburgischen Kirche in Polen zugeordnet.

## Geographische Lage

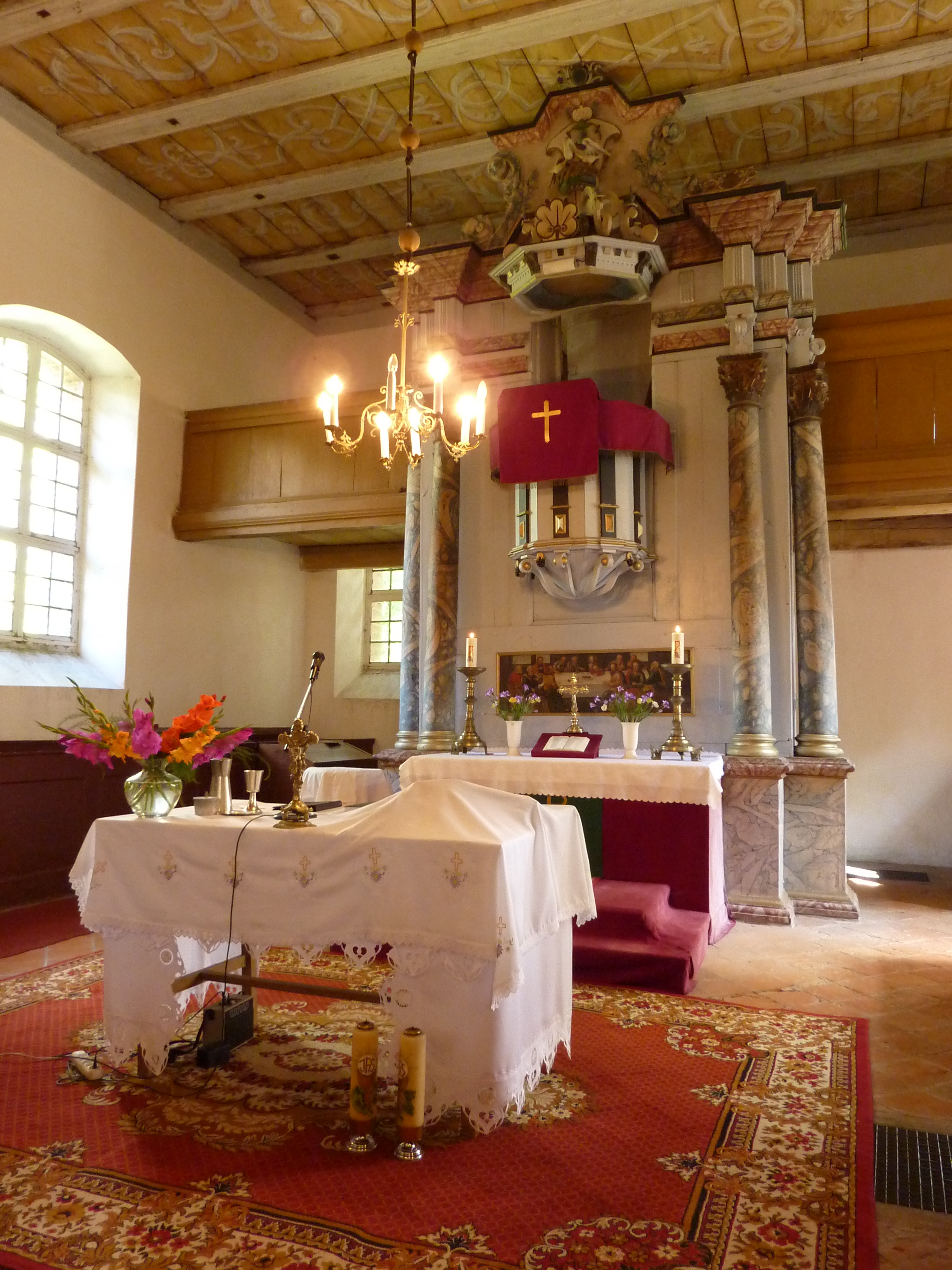
Blick auf den Kanzelaltar

Łęguty (Langgut) liegt an der Passarge (polnisch Pasłęka) im Westen der Woiwodschaft Ermland-Masuren. Durch den Ort verläuft die Woiwodschaftsstraße 531 die Łukta (Locken) und Podlejki (Podleiken) verbindet. Die nächste Bahnstation ist Biesal (Biessellen) an der Bahnstrecke Posen–Toruń–Tschernjachowsk.
Der Standort der Kirche befindet sich in der westlichen Ortsmitte südlich der Woiwodschaftsstraße 531.

## Kirchengebäude

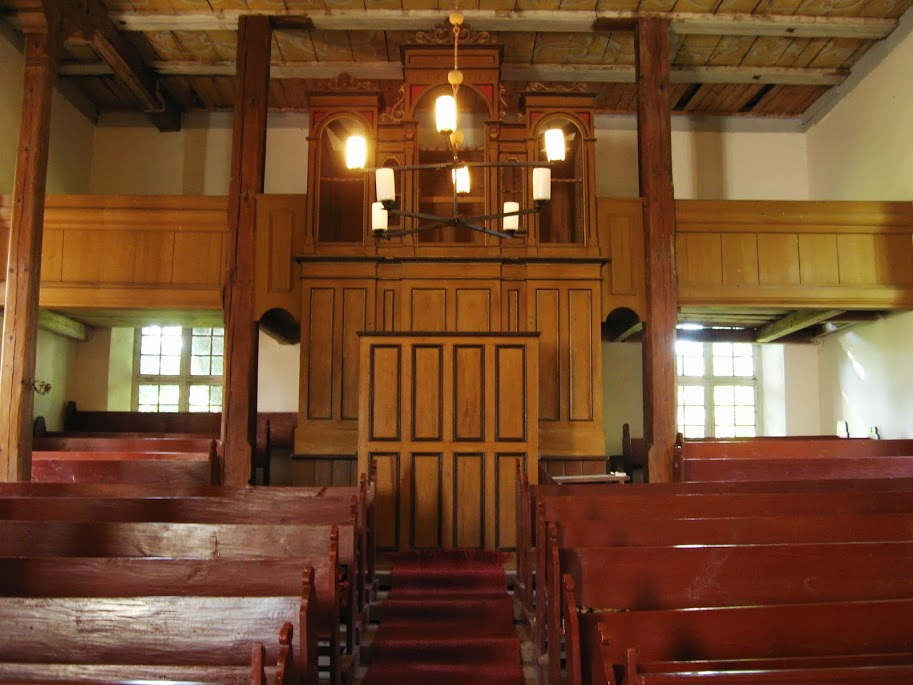
Blick auf die Orgel

Eine erste Kirche wurde in Langgut 1578 errichtet. Es handelte sich um eine Holzkirche, die von den evangelischen Geistlichen in Locken (polnisch Łukta) betreut wurde. Über diese Kirche gibt es keine Unterlagen mehr.
In den Jahren 1737 bis 1738 entstand in Langgut ein neues Gotteshaus. Es handelte sich um einen turmlosen Backsteinbau mit freistehendem Glockenstuhl aus dem 19. Jahrhundert. Der Kircheninnenraum ist mit einer flachen Holzdecke überzogen, deren Bemalung mit weiß-gelben Ornamenten noch heute original vorhanden ist. Der Kanzelaltar wurde 1746 aus geschnitzten, zu Beginn des 18. Jahrhunderts angefertigten Teilen zusammengesetzt. Er enthält ein Abendmahlsbild, das mit C. E. Ulrich Anno 1746 Ren. gekennzeichnet ist. Das Altargerät stammte vorwiegend aus dem 17. Jahrhundert. Die Taufschale war 1685 von Euphrosina Borck gestiftet worden.

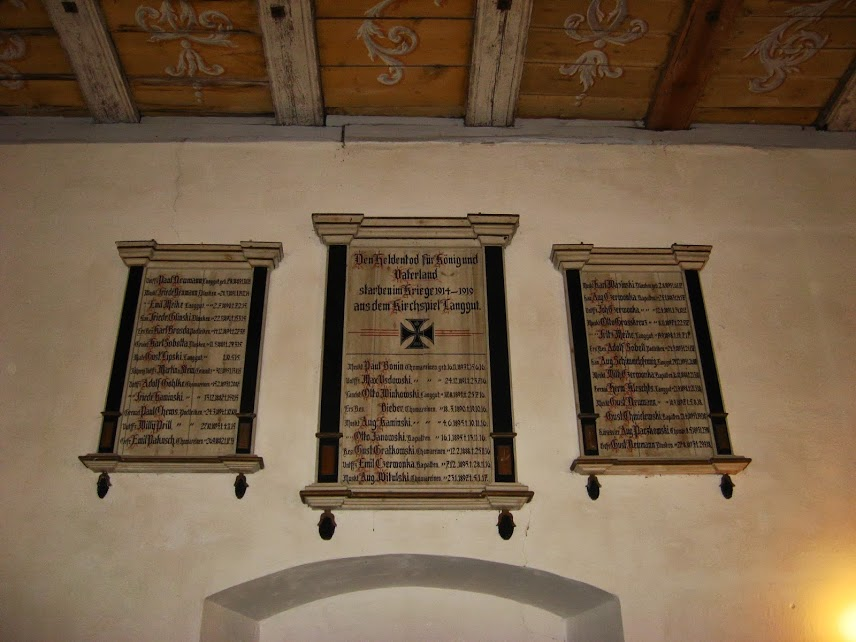
Gefallenen-Gedenktafeln

In der Kirche befinden sich noch Inschrifttafeln für Joh. Dietrich Bock († 1701) und Graf von der Groeben († 1787), außerdem Gedenktafeln für im Krieg Gefallene.
Im Glockenstuhl an der Kirche läutet eine Glocke, die 1805 gegossen wurde.
Nach dem Einnahme Ostpreußens 1945 durch die Rote Armee wurde die Kirche von den Sowjets zweckentfremdet und als Stall genutzt. Einige Teile der Ausrüstung wurde geplündert.
Nach 1945 blieb die Kirche als evangelisches Gotteshaus erhalten. Heute teilt es die Evangelisch-Augsburgische (= lutherische) Kirche mit der Evangelisch-methodistischen Kirche. Gelegentlich nutzen es auch die Katholiken.
Die Kirche ist von einem gepflegten Kirchhof umgeben. Auf ihm sind noch etliche Grabkreuze aus der Zeit vor 1945 erhalten, darunter auch jene der Gutsbesitzerfamilie Stein von Kamienski.

## Kirchengemeinde

### Kirchengeschichte
Im Jahre 1626 wurde eine eigenständige Kirchengemeinde in Langgut gegründet. Die Verbindung zur Muttergemeinde Locken (polnisch Łukta) blieb jedoch bestehen, denn weiterhin waren die dortigen Geistlichen für Langgut zuständig. Das Langguter Kirchenpatronat oblag der Gutsherrschaft in Grasnitz (polnisch Grazymy).
Bis 1945 war die Pfarre Locken-Langgut in den Kirchenkreis Osterode i. Ostpr. (polnisch Ostróda) innerhalb der Kirchenprovinz Ostpreußen der Kirche der Altpreußischen Union eingegliedert. Von den 5500 Gemeindegliedern im Jahre 1925 gehörten 1200 zum Pfarrsprengel Langgut.
Trotz Flucht und Vertreibung der einheimischen Bevölkerung in den Jahren 1945 bis 1950 konnte sich in dem dann Łęguty genannten Ort die evangelische Kirche halten – vielleicht nicht zuletzt dank des ehrenamtlichen Predigteinsatzes von Hans Graf von Lehndorff, der hier in der Nachkriegszeit Trost und Hoffnung verbreitete. Die Kirche Łęguty ist jetzt eine Filialkirche der Pfarrei in Ostróda in der Diözese Masuren der Evangelisch-Augsburgischen Kirche in Polen. Mit der Evangelisch-methodistischen Kirche, aber auch mit der Römisch-katholischen Kirche besteht ein gutes Einvernehmen.

### Kirchspielorte
Bis 1945 gehörten zum Pfarrsprengel Langgut der Pfarre Locken-Langgut neben dem Kirchdorf noch acht Dörfer bzw. Wohnplätze:
| Deutscher Name            | Polnischer Name |  | Deutscher Name                 | Polnischer Name |
| ------------------------- | --------------- |  | ------------------------------ | --------------- |
| Dlusken 1938–1945 Seebude | Dłużki          |  | * Podleiken                    | Podlejki        |
| Dorotheental              | Zaskwierki      |  | * Rapatten                     | Rapaty          |
| Grasnitz                  | Grazymy         |  | Sdroiken 1938–1945 Eulenwinkel | Zdrojek         |
| Lopkeim                   | Łopkajny        |  | * Thomareinen                  | Tomaryny        |

Seit 1945 besteht kein festes Kirchspiel mehr. Das Einzugsgebiet der Gemeindeglieder ist auch viel weitflächiger als früher.

### Kirchenbücher
Es gibt noch Kirchenbuchunterlagen aus der Zeit vor 1945. Sie werden in der Deutschen Zentralstelle für Genealogie in Leipzig verwahrt. Folgende Unterlagen sind vorhanden:
- Taufen: 1714 bis 1874
- Trauungen: 1714 bis 1732 und 1735 bis 1875
- Begräbnisse: 1733 bis 1875.